# Beauval-en-Caux
Beauval-en-Caux település Franciaországban, Seine-Maritime megyében. Lakosainak száma 464 fő (2022. január 1.). Beauval-en-Caux Val-de-Saâne, Belmesnil, Biville-la-Baignarde, Calleville-les-Deux-Églises, Gonneville-sur-Scie, Heugleville-sur-Scie, Saint-Mards és Saint-Pierre-Bénouville községekkel határos.

## Népesség
A település népességének változása:
| Lakosok száma | 483  | 492  | 506  | 491  | 482  | 472  | 463  | 463  | 464  |
|               | 2013 | 2015 | 2016 | 2017 | 2018 | 2019 | 2020 | 2021 | 2022 |